# Establiment de Radio i Televisió Tunisià
L'Establiment de Radio i Televisió Tunisià (ERTT) fou la més antiga de les cadenes de ràdio i televisió de Tunísia. Fou creada com a emissora de ràdio el 1938, i la primera emissió de televisió es va fer el 1957. Fou dissolta en 2007 amb la creació de Ràdio Tunisiana i Televisió Tunisiana.
És de titularitat pública i té com a filials cinc cadenes regionals. Els set partits d'oposició (cinc d'ells parlamentaris) poden aparèixer a la televisió i parlar per ràdio. A la Radio i Televisió hi treballen 283 periodistes.
Actualment (2007) inclou dues cadenes de televisió, dos de satèl·lit (Canal 21 i Canal 7) i 8 emissores de ràdio (Radio Nacional, Radio Joventut, Radio Internacional, i cinc emissores regionals a Sfax, Monastir, Gafsa, Tataouine i Le Kef). Canal 21 i Radio Joventut estan destinades a la joventut.
Normalment emet en àrab però alguns programes són en francès i una part reduïda en anglès, alemany, italià i castellà.
Des de 2003 poden operar a Tunísia cadenes privades de ràdio i televisió.